# Lawrence Makoare

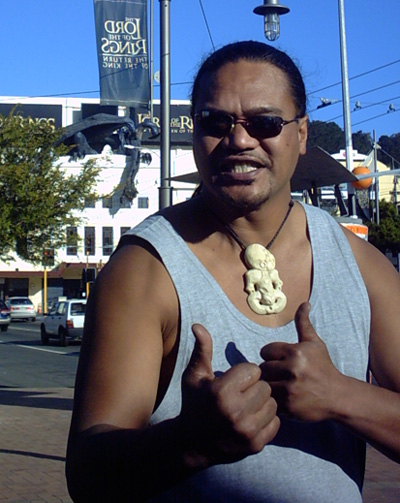
Lawrence Makoare (2003)

Lawrence Makoare (* 20. März 1968 in Bastion Point, Auckland) ist ein neuseeländischer Schauspieler.

## Karriere
Der 1,93 Meter große Māori Makoare stand  für neuseeländische Fernsehserien wie Xena – Die Kriegerprinzessin und Der junge Herkules vor der Kamera. Seit 1994 trat er in Filmen auf, in denen er meistens Handlanger der Schurken verkörperte – so auch 2002 als Mr. Kil in dem James-Bond-Film Stirb an einem anderen Tag.
Für die Verfilmungen Der Herr der Ringe: Die Gefährten (2001) und Der Herr der Ringe: Die Rückkehr des Königs (2003) trat Makoare in drei verschiedenen Rollen vor die Kamera: Im ersten Teil verkörperte er Lurtz, einen der Uruk-hai, der Boromir tötet; im dritten Teil waren es sowohl der Hexenkönig von Angmar als auch der deformierte Ork Gothmog. 2013 spielte er im 2. Teil der Hobbit-Filmtrilogie Der Hobbit: Smaugs Einöde den Ork-Anführer Bolg.

## Filmografie (Auswahl)
- 1994: Rapa Nui – Rebellion im Paradies (Rapa Nui)
- 1998: Xena – Die Kriegerprinzessin (Xena: Warrior Princess; Fernsehserie, 2 Folgen)
- 1999: What Becomes of the Broken Hearted?
- 2001: Der Herr der Ringe: Die Gefährten (The Lord of the Rings: The Fellowship of the Ring)
- 2002: The Maori Merchant of Venice
- 2002: Stirb an einem anderen Tag (Die Another Day)
- 2003: Der Herr der Ringe: Die Rückkehr des Königs (The Lord of the Rings: The Return of the King)
- 2007: The Ferryman – Jeder muss zahlen (The Ferryman)
- 2013: Der Hobbit: Smaugs Einöde (The Hobbit: The Desolation of Smaug)
- 2014: Marco Polo (Fernsehserie, 8 Folgen)
- 2014: The Dead Lands
- 2015: Tatau (Fernsehserie, 5 Folgen)
- 2016: Pearl in Paradise (Fernsehfilm)
- 2020: Project Rainfall (Occupation: Rainfall)
- 2023: The Convert